# Chaussée de la reine Blanche

La chaussée de la reine Blanche est une ancienne voie romaine reliant Lutèce à Beauvais par le Vexin français.